# Лотелье, Патрис
Патрис Лотелье (фр. Patrice Lhôtellier; род. 8 августа 1966) — французский фехтовальщик-рапирист, олимпийский чемпион и чемпион мира, призёр чемпионата Европы.

## Биография
Родился в 1966 году в Ромийи-сюр-Сен. 
В 1987 году стал серебряным призёром чемпионата мира. В 1988 году принял участие в Олимпийских играх в Сеуле, но там французские рапиристы стали лишь 6-ми. В 1989 и 1991 годах становился бронзовым призёром чемпионата мира. 
В 1992 году принял участие в Олимпийских играх в Барселоне, но там французские рапиристы были лишь 7-ми, а в личном первенстве он стал 34-м. В 1994 году завоевал бронзовую медаль чемпионата Европы. В 1997 году стал чемпионом мира. На чемпионате мира 1998 года стал обладателем серебряной медали. В 1999 году вновь стал чемпионом мира. 
В 2000 году стал чемпионом Олимпийских игр в Сиднее в командном первенстве.